# Catacumbas de Kom el Shoqafa
As Catacumbas de Kom el Shoqafa são um sítio arqueológico histórico localizado em Alexandria no Egito, foram descobertas em 28 de setembro de 1900 e são um dos maiores sítios funerários romanos egípcios. O complexo foi construído em fins do século I e foi utilizado até o século IV.
A necrópole consiste de uma série de túmulos Alexandrinos, estátuas e objetos usados no culto funerário do Faraó com influência do período helenístico e do antigo Império Romano. Devido ao período, muitos dos elementos encontrados fundiram tanto em aspectos culturais romanos como em gregos e egípcios; algumas estátuas possuem estilo egípcio, porém ostentam roupas e cabelo do estilo romano, enquanto outras partes são características de um estilo semelhante. Uma escada circular, que muitas vezes foi usada para transportar corpos falecidos, leva onde os túmulos foram uma vez colocados em substrato rochoso durante a idade dos imperadores Antonino (2 º século dC). O mecanismo foi então utilizado como uma câmara de sepultamento do 2 º século para o 4 º século, antes de ser redescoberto em 1900 quando um burro caiu acidentalmente no acesso. Até o momento, três sarcófagos foram encontrados, juntamente com outros restos humanos e animais, que foram acrescentados posteriormente. Acredita-se que as catacumbas eram destinadas apenas para uma única família, mas não está claro porque o sítio foi expandido de modo a albergar muitas outras pessoas. As Catacumbas de Kom el Shoqafa são também uma das sete maravilhas do mundo medieval. Uma das partes mais assustadoras da catacumbas é o chamado Hall de Caracalla. Segundo a tradição, esta é uma câmara para os homens e os animais que foram massacrados por ordem do Imperador Caracala.